# Dinu Iancu-Sălăjanu
Dinu Iancu-Sălăjanu (născut Dinu Ianchiș; n. 2 iulie 1969, Bălan, România) este un artist român de muzică populară,  din zona Ardealului. A urmat Conservatorul, secția canto clasic, la Facultatea de Muzică a Universității din Oradea. S-a înscris în Partidul Național Liberal pe 9 mai 2020. Este Președintele Consiliului Județean Sălaj din anul 2020 și Președintele Partidului Național Liberal filiala Sălaj. A fost directorul casei de cultură din Zalău până la preluarea funcției de Președinte al Consiliului Județean.

## Discografie
- Omu-i ca și floarea (2001)
- Io-s fecior de Sălăjan (disc vinil)